# Corona (Dakota du Sud)
Pour les articles homonymes, voir Corona.
Corona est une municipalité américaine située dans le comté de Roberts, dans l'État du Dakota du Sud.
La localité est fondée en 1883 sur les terres de C. H. Priori et porte d'abord son nom. Elle adopte son nom actuel en référence au quartier new-yorkais de Corona.

## Démographie
| 1930 | 1940 | 1950 | 1960 | 1970 | 1980 |
| ---- | ---- | ---- | ---- | ---- | ---- |
| 152  | 177  | 191  | 150  | 133  | 126  |

| 1990 | 2000 | 2010 | - | - | - |
| ---- | ---- | ---- | - | - | - |
| 118  | 112  | 109  | - | - | - |

Selon le recensement de 2010, Corona compte 109 habitants. La municipalité s'étend sur 0,25 milles carrés (0,65 km2).